# Okinawština
Okinawština (okinawsky: 沖縄口 neboウチナーグチ nebo Uchināguchi, japonsky: 沖縄方言) je jazyk, který se používá v Japonsku, v jižní části ostrova Okinawa a na několika přilehlých ostrovech. Spolu s okinwaskými emigranty se okinawština dostala také do Brazílie, kde dodnes několik mluvčích okinawštiny žije. Podle Ethnologue měla okinawština v roce 2000 přibližně milión mluvčích. Okinawština patří do jazykové rodiny japonsko-rjúkjúských jazyků (spolu s japonštinou). Právě japonštinou je okinawština poslední dobou nahrazována, poté co na konci 19. století Japonské císařství získalo Okinawské ostrovy byl okinawský jazyk potlačován. Během americké okupace Okinawských ostrovů byla ale okinawština standardizována a učila se i ve školách. V dnešním Japonsku okinawština ani není uznávaná jako samostatný jazyk, ale pouze jako dialekt japonštiny (ačkoliv není s japonštinou srozumitelná), podle většiny lingvistů je to ale samostatný jazyk (případně dialekt rjúkjúského jazyka). Okinawsky mluví na Okinawě spíše starší generace, mladší generace mluví japonsky (často okinawskou japonštinou, což je varianta japonštiny, která byla částečně ovlivněna okinawštinou).
Okinawštiny se obvykle zapisuje japonskými písmy (hiragana, katakana, kandži), ale existuje i zápis latinkou. Vzhledem k tomu, že se okinawština často bere pouze jako dialekt japonštiny se příliš nezapisuje a zápisy okinawštiny ani nejsou jednotné.

## Příklady

### Číslovky
| Okinawsky | Transliterace | Česky |
| ティーチ  | tīchi         | jeden |
| ターチ    | tāchi         | dva   |
| ミーチ    | mīchi         | tři   |
| ューチ    | yūchi         | čtyři |
| ィチチ    | ichichi       | pět   |
| ムーチ    | mūchi         | šest  |
| ナナチ    | nanachi       | sedm  |
| ャーチ    | yāchi         | osm   |
| ククヌチ  | kukunuchi     | devět |
| トゥー    | tū            | deset |

## Ukázka
Všeobecná deklarace lidských práv, článek 1, v okinawštině:
人間ー誰ん生まりやぎーなー自由やい、また、胴大切に思ゆる肝とぅ胴守らんでぃる肝ー、誰やてぃんゆぬ如授かとーるむんやん。人間ー元からいー矩ぬ備わとーくとぅ、互ーに兄弟やんでぃる考ーさーに事に当たらんだれーならん。
Přepis do latinky:
Ninjinō tā n 'nmariyagīnā jiyu yai, mata, dū tēshichi ni umuyuru chimu tu dū mamurandiru chimō, tā yatin yunugutu sajakatōru mun yan. Ninjinō mūtu kara īka ni nu sunawatōkutu, tagē ni chōdēyandiru kangēsā ni kutu ni atarandarē naran.
Český překlad:
Všichni lidé rodí se svobodní a sobě rovní co do důstojnosti a práv. Jsou nadáni rozumem a svědomím a mají spolu jednat v duchu bratrství.